# Transparentnost (politika)
Transparentnost označuje v politice požadavek na průhledné a veřejně přístupné a kontrolovatelné jednání ze strany státu a veřejných institucí. Průhledné čili transparentní je pro pohled to, co nezakrývá. Smyslem je posilovat důvěru v politické a úřední rozhodování tím, že veřejnost má dostatek informací. Instituce a postupy moderních společností jsou stále složitější, takže mohou skrývat různé nepoctivosti, možná zneužití, jejichž pachatelům pochopitelně záleží na tom, aby je co možná skryli. To se týká jak postupů účetních, tak zejména postupů veřejných institucí a úřadů, kde je třeba přísně oddělovat veřejný zájem od soukromých zájmů lidí, kteří jej mají uskutečňovat. Na možnosti zneužití svěřených prostředků lidmi, kteří s nimi zacházejí, stojí všudypřítomný jev korupce.
Proti korupci se v soukromých i veřejných institucích sice bojuje různými kontrolami, ty však vždy vyvolávají otázku, kdo bude kontrolovat kontrolory. Nejúčinnější formou kontroly je tak kontrola veřejností, které ovšem vyžaduje právě transparentnost institucí a jejich postupů. Požadavek transparence je tak nejúčinnějším prostředkem boje proti korupci, ale i k předvídatelnosti a kvalitě rozhodování. V praxi obvykle znamená, že postupy mají být co možná jednoduché a srozumitelné i neodborníkům, že o každém rozhodování a zacházení se svěřenými prostředky mají existovat jasné doklady (účty, zápisy, usnesení atd.), které mají být veřejně přístupné.
Prosazování transparentnosti ve veřejných záležitostech je hlavním cílem mezinárodní organizace Transparency International, která pravidelně zveřejňuje mezinárodní srovnání ohledně transparence obchodního, finančního i veřejného života. V České republice transparentnost veřejných institucí prosazuje také Rekonstrukce státu, které se podařilo dosáhnout přijetí zákona o registru smluv. Podle zákona o registru smluv budou od 1. 7. 2016 všechny smlouvy, jejichž alespoň jednou smluvní stranou je stát nebo veřejné instituce, muset být zveřejněny v registru smluv. Smlouva, která nebude zveřejněná do tří měsíců ode dne uzavření, nenabude účinnosti, resp. bude od počátku zrušená. Podobný zákon už platí na Slovensku.